# Software AG
总部设于德国达姆施塔特，是企业软件解决方案和相关服务的全球市场领先者之一。其产品能够对业务流程进行分析和管理，以及对IT基础设施进行控制。截至2012年，该公司是除SAP和德利多富外的德国第三大软件企业，以及按营业额计的欧洲第七大软件企业。